# Alain Blum
Pour les articles homonymes, voir Blum.
Alain Blum est un historien et démographe français, né le 31 décembre 1958. Il est directeur de recherche de l’INED, directeur d’études associé à l’EHESS. Il a été directeur du Centre d’études des mondes russe, caucasien et centre-européen (CERCEC) jusqu'au 31 décembre 2012.

## Recherches
Alain Blum a soutenu une thèse de doctorat en 1992 sur les systèmes démographiques soviétiques, sous la direction de Marc Ferro.
Dans Naître, vivre et mourir en URSS, Alain Blum dresse une histoire sociale des républiques soviétiques, en marge de l'évolution politique. Il s'interroge sur la manière avec laquelle le régime soviétique a tenté de régler tous les aspects de la vie sociale : la naissance, la vie et la mort.
Les résultats des recensements étaient cachés à l'opinion, puis manipulés à des fins politiques par Staline et ses successeurs. Alain Blum présente l'évolution du taux de mortalité en Union soviétique, sous l'effet des guerres, des famines, de la collectivisation forcée et des déportations. Il ne se range cependant pas derrière une analyse du « totalitarisme » du régime. Il montre que les Soviétiques ont résisté à la propagande et se sont adaptés, témoignage d'une survivance des sociétés civiles. En étudiant la démographie soviétique, Blum constate aussi la continuité des structures familiales et, finalement, la surprenante immobilité sociale.
Alain Blum est membre du comité de rédaction de la revue Kritika – Explorations in Russian and Eurasian History et, depuis 1998, des Cahiers du monde russe. Au Centre d’études des mondes russe, caucasien et centre-européen (CERCEC), il anime avec Dominique Colas un séminaire de formation sur l'histoire de l’URSS et de la Russie. Il a collaboré à l'ouvrage collectif Le Siècle des communismes, paru en 2000, concernant la démographie soviétique.

## Publications
- Déportés en URSS, avec Marta Craveri et Valérie Nivelon (dir.), Autrement-RFI, 2021, 318 p.[1]
- Naître, vivre et mourir en URSS, Payot, Paris, 2004, 315 p. (1re édition, 1994)[2].
- L’Anarchie bureaucratique. Statistique et pouvoir sous Staline, en collaboration avec Martine Mespoulet, La Découverte, Paris, 2003, 372 p.
- Des Lettres et des chiffres. Des tests d'intelligence à l'évaluation du « savoir lire », un siècle de polémique, en collaboration avec F. Guérin-Pace, Fayard, Paris, 2000, 200 p.
- Démographie et politique en Russie. Problèmes politiques et sociaux, La Documentation française (Série Russie, 711), Paris, 1993, 56 p.
- « La démographie de l'Union soviétique » (éd.), Annales de Démographie historique, Éditions de l'EHESS, Paris, 1992.
- Démographie européenne. I/ Volume par pays. II/ Études démographiques, avec J.L. Rallu (éd.), INED/John Libbey, Paris, 1992-1993, 900 p.
- Modèles en démographie historique, avec N. Bonneuil et D. Blanchet (éd.), PUF/INED, Paris, 1992, 370 p.
- Mathématiques et Statistiques appliquées aux sciences sociales, Dunod, 1991, 180 p.
- Techniques d'analyse en démographie historique, en collaboration avec L. Henry, PUF/INED, Paris, 1985.